# Гро-Морн (Реюньон)
Гро-Морн (фр. Gros Morne) — горная вершина на острове Реюньон.
Высота над уровнем моря — 3019 м, это вторая вершина острова. Гро-Морн расположен севернее города Силао в центральной части Реюньона. Вершина — часть массива Питон-де-Неж, имеющего вулканическое происхождение, но без активности. Склоны крутые, часто с отвесными скалами. Геологически щит сложен из щёлочных плиоценовых базальтов.
Хотя покорение вершины не является сложным, первое зарегистрированное восхождение датируется лишь 1939 годом.